# Campionati del mondo di atletica leggera indoor 2022 - 1500 metri piani femminili
La gara dei 1500 metri piani femminili dei campionati del mondo di atletica leggera indoor 2022 si è svolta il 18 e il 19 marzo.

## Podio
| Pos.    | Atleta          | Nazionalità | Tempo   |
| ------- | --------------- | ----------- | ------- |
| Oro     | Gudaf Tsegay    | Etiopia     | 3'57"19 |
| Argento | Axumawit Embaye | Etiopia     | 4'02"29 |
| Bronzo  | Hirut Meshesha  | Etiopia     | 4'03"39 |

## Situazione pre-gara

### Record
Prima di questa competizione, il record del mondo indoor e il record dei campionati erano i seguenti.
| Record                | Prestazione | Atleta               | Data e luogo                    | Competizione                     |
| --------------------- | ----------- | -------------------- | ------------------------------- | -------------------------------- |
| Record mondiale       | 3'53"09     | Gudaf Tsegay Etiopia | 9 febbraio 2021 Liévin, Francia | Meeting internazionale di Liévin |
| Record dei campionati | 3'59"75     | Gelete Burka Etiopia | 9 marzo 2008 Valencia, Spagna   | Campionati del mondo indoor 2008 |

### Campionesse in carica
Le campionesse in carica a livello mondiale erano:
| Campione        | Atleta                 | Prestazione | Data e luogo                         | Competizione                     |
| --------------- | ---------------------- | ----------- | ------------------------------------ | -------------------------------- |
| Olimpico        | Faith Kipyegon Kenya   | 3'53"11     | 6 agosto 2021 Tokyo, Giappone        | Giochi della XXXII Olimpiade     |
| Mondiale indoor | Genzebe Dibaba Etiopia | 4'05"27     | 3 marzo 2018 Birmingham, Regno Unito | Campionati del mondo indoor 2018 |

### La stagione
Prima di questa gara, le atlete con le migliori tre prestazioni dell'anno erano:
| Pos. | Atleta                                | Prestazione | Data e luogo                          |
| ---- | ------------------------------------- | ----------- | ------------------------------------- |
| 1    | Gudaf Tsegay Etiopia                  | 3'54"77     | 22 febbraio 2022 Toruń, Polonia       |
| 2    | Axumawit Embaye Etiopia               | 4'02"12     | 28 gennaio 2022 Karlsruhe, Germania   |
| 3    | Elinor Purrier St. Pierre Stati Uniti | 4'02"13     | 29 gennaio 2022 New York, Stati Uniti |

## Risultati

### Batterie di qualificazione
Le batterie di qualificazione si sono tenute il 18 marzo a partire dalle ore 12:21.
Passano alla finale i primi due atleti di ogni batteria (Q) e i successivi quattro atleti più veloci (q).

#### Batteria 1
| Pos | Atleta                  | Nazionalità      | Tempo   | Note                                     |
| --- | ----------------------- | ---------------- | ------- | ---------------------------------------- |
| 1   | Axumawit Embaye         | Etiopia          | 4'04"83 | Q                                        |
| 2   | Winnie Nanyondo         | Uganda           | 4'06"11 | Q                                        |
| 3   | Claudia Bobocea         | Romania          | 4'06"66 | Q                                        |
| 4   | Linden Hall             | Australia        | 4'06"69 | q                                        |
| 5   | Erin Wallace            | Gran Bretagna    | 4'12"46 |                                          |
| 6   | Anjelina Nadai Lohalith | Atleti Rifugiati | 4'34"72 | Miglior prestazione personale stagionale |

#### Batteria 2
| Pos | Atleta            | Nazionalità | Tempo   | Note |
| --- | ----------------- | ----------- | ------- | ---- |
| 1   | Hirut Meshesha    | Etiopia     | 4'05"75 | Q    |
| 2   | Josette Norris    | Stati Uniti | 4'06"27 | Q    |
| 3   | Alma Delia Cortes | Messico     | 4'10"95 | Q    |
| 4   | Aurore Fleury     | Francia     | 4'12"20 |      |
| 5   | Sarah Healy       | Irlanda     | 4'12"44 |      |
| 6   | Gresa Bakraqi     | Kosovo      | 4'28"40 |      |

#### Batteria 3
| Pos | Atleta              | Nazionalità | Tempo   | Note                                     |
| --- | ------------------- | ----------- | ------- | ---------------------------------------- |
| 1   | Gudaf Tsegay        | Etiopia     | 4'06"71 | Q                                        |
| 2   | Lucia Stafford      | Canada      | 4'07"95 | Q                                        |
| 3   | Sara Kuivisto       | Finlandia   | 4'08"05 | Q                                        |
| 4   | Heather Maclean     | Stati Uniti | 4'08"13 | q                                        |
| 5   | Marta Pérez         | Spagna      | 4'10"09 | q                                        |
| 6   | Nozomi Tanaka       | Giappone    | 4'12"31 | Record nazionale                         |
| 7   | Amna Bakhit Barsham | Sudan       | 4'30"90 | Miglior prestazione personale stagionale |

### Finale
La finale si è tenuta il 19 marzo alle ore 20:33.
| Pos | Atleta            | Nazionalità | Tempo   | Note                                     |
| --- | ----------------- | ----------- | ------- | ---------------------------------------- |
|     | Gudaf Tsegay      | Etiopia     | 3'57"19 | Record dei campionati                    |
|     | Axumawit Embaye   | Etiopia     | 4'02"29 |                                          |
|     | Hirut Meshesha    | Etiopia     | 4'03"39 |                                          |
| 4   | Winnie Nanyondo   | Uganda      | 4'04"60 |                                          |
| 5   | Josette Norris    | Stati Uniti | 4'04"71 |                                          |
| 6   | Linden Hall       | Australia   | 4'06"34 | Miglior prestazione personale stagionale |
| 7   | Heather Maclean   | Stati Uniti | 4'06"38 |                                          |
| 8   | Lucia Stafford    | Canada      | 4'06"41 | Miglior prestazione personale stagionale |
| 9   | Claudia Bobocea   | Romania     | 4'09"64 |                                          |
| 10  | Marta Pérez       | Spagna      | 4'10"23 |                                          |
| 11  | Sara Kuivisto     | Finlandia   | 4'12"79 |                                          |
| 12  | Alma Delia Cortes | Messico     | 4'13"71 |                                          |